# Oliarus senegalensis
Oliarus senegalensis är en insektsart som beskrevs av Van Stalle 1987. Oliarus senegalensis ingår i släktet Oliarus och familjen kilstritar. Inga underarter finns listade i Catalogue of Life.